# Vojtěch Flégl
Vojtěch Flégl (* 24. června 1967 Praha) je český tenisový funkcionář a bývalý profesionální tenista, který se specializoval na čtyřhru. Na okruhu ATP Tour vyhrál pět deblových turnajů a na challengerech ATP získal tři tituly ve čtyřhře.
Na žebříčku ATP byl ve dvouhře nejvýše klasifikován v září 1990 na 466. místě a ve čtyřhře pak v dubnu 1992 na 58. místě.

## Soukromý život
Jeho manželkou byla Monika Pálová, dcera tenisty a trenéra Františka Pály. Po rozvodu se oženil s lékařkou Veronikou Fléglovou, která podle policejní informace z roku 2024 praxi nevykonávala.

### Dotační kauza
Po skončení tenisové kariéry se stal podnikatelem a funkcionářem. Jako starosta pobočného spolku Orel jednota Praha – Balkán a člen dozorčí rady Českého tenisového svazu, a rovněž blízký spolupracovník prezidenta svazu Iva Kaderky, byl v únoru 2024 obviněn pražským Vrchním státním zastupitelstvím, jakožto jedna z klíčových postav odpovědných za údajné zneužití státních dotací na podporu sportu. Dotace plynuly z Národní sportovní agentury. Způsobená škoda měla dosáhnout částky okolo 14,5 milionu korun. Celkem bylo obviněno pět fyzických a pět právnických osob z dotačního podvodu a ze zjednání výhody při zadání veřejné zakázky. Mezi nimi figurovala i firma Envibal, s jednatelkou Veronikou Fléglovou.
Stejně jako Kaderka byl obviněn z dotačního podvodu ve spolupachatelství a ze zjednání výhody při zadání veřejné zakázky, při veřejné soutěži a veřejné dražbě. Obvodní soud pro Prahu 7 na oba funkcionáře uvalil koluzní vazbu. Koncem května byl Flégl z koluzní vazby propuštěn a následně rezignoval na členství v dozorčí radě ČTS.

## Tenisová kariéra
Na okruhu Grand Prix debutoval úvodním ročníkem srpnového Čedok Open 1987, kde se jeho deblovým spoluhráčem stal  Ladislav Trávníček. Ve čtvrtfinále podlehli Josefu Čihákovi a Milanu Šrejbrovi. Semifinále i finále si poprvé zahrál při premiéře umagského Yugoslav Open 1990, v roce založení okruhu ATP Tour. S Danielem Vackem si odvezli deblovou trofej, když v závěrečném utkání porazili sovětský pár Andrej Čerkasov a Andrej Olchovskij z třetí stovky deblového žebříčku. Druhou trofej vybojovali na pražském Czechoslovak Open 1990 po finálové výhře nad Rumuny Georgem Cosacem a Florinem Segărceanuem, kteří také figurovali ve třetí stovce světové klasifikace. Deblovou trofej obhájil na Czechoslovak Open 1991 po boku Cyrila Suka po vítězství nad Vackem a Pimkem.
Na grandslamu debutoval lednovou čtyřhrou Australian Open 1991 v páru s Vackem. Časnou porážku jim přivodili Němci Patrik Kühnen a Boris Becker, na něž uhráli jen tři gamy. V sérii Masters poprvé startoval v deblu antukového Monte-Carlo Open 1991, když do hlavní soutěže postoupil s Goranem Prpićem z kvalifikace. V prvním kole zdolali páté nasazené Camporeseho s Ivaniševićem, než je ve čtvrtfinále vyřadili americké turnajové trojky Patrick Galbraith a Todd Witsken. Čtvrtfinálovou fázi si na Mastersech zahrál ještě jednou, během Monte-Carlo Open 1993. Po boku Dána Michaela Mortensena prošli do čtyřhry opět z kvalifikační soutěže.
Na Roland-Garros 1991 si připsal první grandslamovou výhru poté, co s Prpićem přehráli Australany Masura a Stoltenberga. V rámci „turnajů velké čtyřky“ se druhé kolo stalo jeho maximem, když tento výkon zopakoval ve čtyřhrách na French Open 1992 i 1993 a také na Australian Open 1995. Grandslamovou kariéru ukončil na Australian Open 1996, kde s Belgičanem Dickem Normanem odebrali jen čtyři gamy pozdějším vítězům Stefanu Edbergovi a
Petru Kordovi. Do posledního turnaje na túře ATP nastoupil na travnatém Gerry Weber Open 1996 v Halle. S německým deblistou Berndem Karbacherem nenašli v úvodu recept na třetí nasazené Nizozemce Eltingha a Haarhuise.

## Finále na okruhu ATP Tour

### Čtyřhra: 9 (5–4)
| Legenda                     |
| --------------------------- |
| Grand Slam (0)              |
| Turnaj mistrů (0)           |
| ATP Masters Series (0)      |
| ATP Championship Series (0) |
| ATP World Series (5–4)      |

| Stav      | č. | datum         | turnaj                    | povrch | spoluhráč          | soupeři ve finále                   | výsledek      |
| --------- | -- | ------------- | ------------------------- | ------ | ------------------ | ----------------------------------- | ------------- |
| Vítěz     | 1. | květen 1990   | Umag, Jugoslávie          | antuka | Daniel Vacek       | Andrej Čerkasov Andrej Olchovskij   | 6–4, 6–4      |
| Vítěz     | 2. | srpen 1990    | Praha, Československo     | antuka | Daniel Vacek       | George Cosac Florin Segărceanu      | 5–7, 6–4, 6–3 |
| Vítěz     | 3. | srpen 1990    | San Marino                | antuka | Daniel Vacek       | Jordi Burillo Marcos Aurelio Gorriz | 6–1, 4–6, 7–6 |
| Finalista | 1. | duben 1991    | Nice, Francie             | antuka | Nicklas Utgren     | Rikard Bergh Jan Gunnarsson         | 4–6, 6–4, 3–6 |
| Vítěz     | 4. | srpen 1991    | Praha, Československo (2) | antuka | Cyril Suk          | Libor Pimek Daniel Vacek            | 6–4, 6–2      |
| Finalista | 2. | červenec 1992 | Kitzbühel, Rakousko       | antuka | Horacio de la Peña | Sergio Casal Emilio Sánchez         | 1–6, 2–6      |
| Finalista | 3. | září 1992     | Palermo, Itálie           | antuka | Horacio de la Peña | Johan Donar Ola Jonsson             | 7–5, 3–6, 4–6 |
| Finalista | 4. | květen 1994   | Bologna, Itálie           | antuka | Andrew Florent     | John Fitzgerald Patrick Rafter      | 3–6, 3–6      |
| Vítěz     | 5. | červen 1994   | St. Pölten, Rakousko      | antuka | Andrew Florent     | Adam Malik Jeff Tarango             | 3–6, 6–1, 6–4 |

## Tituly na challengerech ATP

### Čtyřhra (3 tituly)
| Legenda         |
| --------------- |
| Challengery (3) |

| Č. | datum         | turnaj                   | povrch | spoluhráč      | poražení finalisté               | výsledek      |
| -- | ------------- | ------------------------ | ------ | -------------- | -------------------------------- | ------------- |
| 1. | červen 1994   | Fürth, Německo           | antuka | Andrew Florent | Gaston Etlis Christian Miniussi  | 7–6, 6–1      |
| 2. | červenec 1995 | Praha, Česko             | antuka | Filip Dewulf   | Petr Pála David Škoch            | 6–7, 7–5, 6–2 |
| 3. | srpen 1995    | Štýrský Hradec, Rakousko | antuka | Pablo Albano   | Emilio Benfele Álvarez Pepe Imaz | 6–4, 6–3      |